# Eupogoniopsis sepicola
Eupogoniopsis sepicola là một loài bọ cánh cứng trong họ Cerambycidae.